# Tetranitromethaan
Tetranitromethaan (soms afgekort tot TNM) is een organische verbinding met als brutoformule CN4O8. De stof komt voor als een kleurloze tot lichtgele vloeistof met een prikkelende geur. Structureel gezien bestaat de verbinding uit een centraal koolstofatoom waaraan vier nitrogroepen verbonden zijn. Het is derhalve een nitroalkaan.

## Synthese
Tetranitromethaan wordt bereid door de reactie van azijnzuuranhydride met salpeterzuur. De reactievergelijking geeft aan dat de reactie vanuit organisch chemisch oogpunt gezien een erg lage efficiëntie heeft: slechts 1 van de 16 aan de reactie deelnemende koolstofatomen komt terecht in het gevormde tetranitromethaan:
{\displaystyle \mathrm {4\ (CH_{3}CO)_{2}O\ +\ 4\ HNO_{3}\ \longrightarrow \ C(NO_{2})_{4}\ +\ CO_{2}\ +\ 7\ CH_{3}COOH} }

## Toepassingen
Tetranitromethaan vormt het bestanddeel van vloeibare springstoffen. Een stoichiometrisch mengsel van tolueen en tetranitromethaan is een van de meest krachtige chemische springstoffen. Echter, het is ook uiterst schokgevoelig en daarom niet praktisch bruikbaar. Bij een demonstratieproef aan de universiteit van Münster in 1920, waarbij men een mengsel van 7,5 gram tolueen en 67,5 gram tetranitromethaan wilde verbranden, vond een zware explosie plaats waarbij volgens toenmalige berichten een dertigtal personen min of meer zwaargewond werden. Men had grammen in plaats van milliliters van de stoffen genomen, waardoor het aandeel van tolueen in het mengsel bijna het dubbele was van de veilige waarde. Een mengsel van tetranitromethaan met n-dodecaan is een explosief dat wel bestand is tegen mechanische schokken.
Tetranitromethaan wordt soms gebruikt als nitreringsreagens in de organische chemie. Het wordt onder meer gebruikt voor de nitrering van proteïnen: het is immers zeer selectief voor de nitrering van tyrosine- en cysteïneresiduen.
Daarnaast vormt tetranitromethaan een onderdeel van vloeibare raketbrandstof.

## Toxicologie en veiligheid
Tetranitromethaan is een sterke oxidator, die hevig reageert met brandbare en reducerende stoffen, met kans op brand en explosie. Het is een sterk brandbevorderende vloeistof. Ze is niet oplosbaar in water.
Zuiver tetranitromethaan is weinig explosiegevoelig, maar zelfs geringe onzuiverheden kunnen van de stof een explosief maken dat door schokken of stoten ontploft.
Tetranitromethaan is een vluchtige stof en de dampen werken corrosief op de ogen en de luchtwegen. Blootstelling aan hoge concentraties kan longoedeem veroorzaken en gevolgen hebben voor het centraal zenuwstelsel. Langdurige of herhaalde blootstelling kan leiden tot methemoglobinevorming en lever- en nierafwijkingen.
Uit dierproeven zijn er aanwijzingen dat de stof kankerverwekkend is voor de mens.